# Гижигинск
Гижигинск (также Ижигинск, Ги́жига, Старая Гижига) — исчезнувший город в России. Находился на левом берегу реки Ги́жиги (отсюда название города) в 25 км от её впадения в Гижигинскую губу Охотского моря. Ныне Северо-Эвенский район Магаданской области.
Основан в 1752 году как Гижигинская крепость. С 1783 года — город Гижигинск, административный центр Гижигинского уезда с перерывами до 1926 года. Достигал численности населения свыше 700 человек (1805 год), неоднократно переносился. В XIX веке утратил военное значение, превратившись в рыбацкий городок с метисным населением. В 1920-е годы прекратил существование (часть населения перебралась в село Гижига). На месте бывшего города сохранилось кладбище.

## История

### Гижигинская крепость

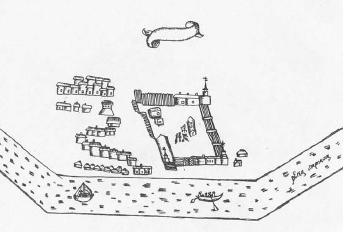
Гижигинская крепость (1757).
Рисунок Василия Щетникова

Основанию Гижиги предшествовало открытие русскими реки Гижиги в 1651 году: Михаил Стадухин морским путём прошёл вдоль Тауйской губы к северному побережью Охотского моря. Почти тогда же отряд Ивана Баранова вышел к Гижиге через верховье реки Колымы, спустившись с Гыданского хребта.

В 1752 году на левом берегу реки, в 25 верстах от её устья, в неспокойных землях коряков была основана Гижигинская крепость. Дата её основания приурочивается к донесению сержанта Авраамия Игнатьева в Охотскую канцелярию, которое было получено 14 апреля 1752 года. В 1757 году её описывали так: 
Гижигинская крепость построена над рекой Гижигой, на мысу против камня, называемого Бабушкин. Напротив крепости за рекой гора Каменная плоска. На оной лес имеется мелкой лисвяг и то местами, и то вельми реткой имеетца кедровик сланец. От крепости до моря вниз по реке Гижиге на собаках рекою езды один день взат и вперёд переезжают.
Тогда же поручиком Василием Щетниковым составлено первое изображение крепости, которая имела форму вытянутого четырёхугольника размером 64 на 43 метра, высота стен достигала 4,5 метра. Служилые выходцы из городов Сибири заводили семьи с эвенами и коряками. После закрытия Анадырского острога в 1771 году, часть жителей которого переселились в Гижигинскую крепость
, центр северо-востока Сибири сместился в Гижигинскую крепость. Крепость превратилась в крупнейшую военную крепость региона с гарнизоном из 229 человек. Поселение насчитывало почти 700 жителей. Внутри крепости находилось 87 домов, три начальственных дома, церковь (построена в 1758 году), казённые магазины и питейный дом. За крепостной стеной стояло несколько жилых домов, рыбные лабазы, кузница, баня и кладбище. Население было занято рыбной ловлей. От крепости ничего не сохранилось.
В конце XVIII века Гижигинская крепость, наряду с Охотском, была опорным пунктом Российско-американской компании. Здесь же в течение 40 лет прожил родной брат основателя компании — П. Баранов.

### Гижигинск

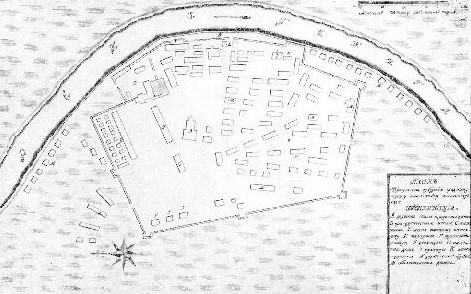
План Гижигинска 1798 года

В 1782 году (в ходе губернской реформы 1775—1785 годов) Гижигинская крепость образована в город Гижигинск — административный центр Гижигинского уезда. 26 октября 1790 года вместе с другими гербами Иркутского наместничества был высочайше утверждён герб Гижигинска с описанием: «В верхнем поле герб иркутский, в нижнем в голубом поле видна часть крепости с башнями, каковая в сем городе находится».

В 1805 году «по малочисленности в уезде жителей» учреждения уезда, располагавшиеся в  Гижиге, были упразднены. Чиновники и военные покинули город. В 1812 году был назначен гижигинский комиссар Охотской области. На 1805 год в Гижигинске проживало 773 человека, в том числе 387 женщин и 386 мужчин. Город с тремя воротами, огороженный палисадом, имел размеры 230 на 180 метров. Насчитывалось около 90 жилых и 9 казённых домов, старая церковь, казённая баня, питейный дом, пять магазинов и две лавки. К 1818 году численность населения сократилась до 696 человек. Городские укрепления располагали четырьмя пушками. В 1853 году Гижигинск посетил Дитмар: «Большая часть, как почти все казачьи семьи, представляла помесь, возникшую от смешанных браков русских с туземцами». В XVIII—XIX веках все казаки, будучи основным населением Гижиги, находились в родственных связях с коряками, эвенами и чуванцами. С 1856 года Гижигинск — административный центр Гижигинского округа (с 1902 года — Гижигинского уезда). В результате затоплений рекой Гижигой город трижды перемещался. В литературе за 1880-е годы отмечалось: 
Гижигинск имеет значение города лишь как центр администрации; на самом деле это посёлок рыболовов, коряков и тунгусов, где живет еще несколько казаков, русских купцов и священников.

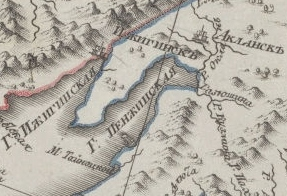
Ижигинск на карте (ок. 1802)

После присоединения к России Приамурского края в 1858—1860 годах значение Гижигинска снизилось, он терял население: в 1853 году насчитывалось 475 жителей, в 1885 году — 200 человек. В условиях тундровой растительности с трудом давалось занятие земледелием: гижигинцы разводили капусту, картофель, редьку, репу. В 1894 году здесь проживало 516 человек. Гидрограф Б. Давыдов так описывал Гижигинск рубежа XIX—XX веков: «Селение производит унылое впечатление. Дома в большинстве плохие и низкие… При домах есть маленькие пристройки, но амбаров мало, а огородов совсем нет. Все постройки сооружены так скверно, что крыши протекают даже в лучших домах, а сквозь щели в стенах зимою наносит снег…»
В 1909 году Гижигинск во второй раз в своей истории утратил статус уездного города (в связи с образованием Камчатской области). С 1920 года входил в состав Дальневосточной Республики, с 1921 года (после ратификации Учредительным собранием ДВР договора о границах с РСФСР) — в РСФСР. В эти же годы Гижигинск снова стал административным центром Гижигинского уезда Камчатской губернии.

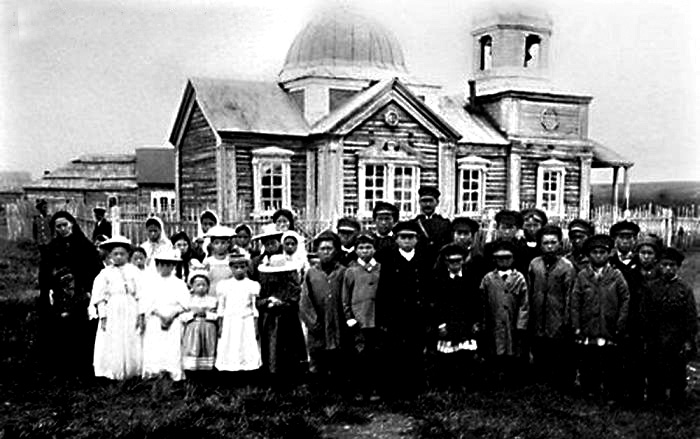
Гижигинцы у Спасской церкви, конец XIX века

После установления советской власти, в марте 1918 года здесь был избран первый на территории Магаданской области совет во главе с А. А. Куриловым, который отменил ясак с коренного населения. С наступлением белогвардейцев на Дальний Восток совет был закрыт в июле 1918 года, Курилов уехал во Владивосток. 
В конце 1921 года город был взят белогвардейским отрядом В. Бочкарёва. В апреле 1923 года отряд красногвардейцев под предводительством Г. И. Чубарова занял Гижигинск. 
В 1924 году создана первая организация Комсомола. В 1926 году с упразднением Камчатской губернии Гижигинск был лишён статуса уездного города. От старого города сохранились остатки кладбища.
В 1920-е годы в течение нескольких лет население Гижиги перебралось в село Кушка в устье реки Гижиги, де-факто ставшее административным центром Гижигинского сельсовета: по этой причине было принято решение о переименовании Кушки в Гижигу.

### Энциклопедии
- Никольский А. М. Гижигинск // Энциклопедический словарь Брокгауза и Ефрона : в 86 т. (82 т. и 4 доп.). — СПб., 1890—1907.
- Гижигинск (Ижигиниск) — статья из Исторической энциклопедии Сибири — Н., 2010.

### Книги
- Поездки и пребывание в Камчатке в 1851—1855 гг. Карла фон-Дитмара. Часть первая, Отдел IV. Поездки по Камчатке. Путешествие в Ижигинск и на полуостров Тайгонос летом 1853 г., Санкт-Петербург, 1901.